# Pleiocarpidia parvistipula
Pleiocarpidia parvistipula är en måreväxtart som beskrevs av Cornelis Eliza Bertus Bremekamp. Pleiocarpidia parvistipula ingår i släktet Pleiocarpidia och familjen måreväxter. Inga underarter finns listade i Catalogue of Life.